# هارالد نورپوت
هارالد نورپوت (آلمانی: Harald Norpoth؛ زادهٔ ۲۲ اوت ۱۹۴۲) دونده دو نیمه‌استقامت و دو استقامت اهل آلمان بود.
وی همچنین برندهٔ جوایزی همچون برگ بوی نقره‌ای شده‌است.
وی در مسابقات کشوری و بین‌المللی در مجموع برندهٔ ۲ مدال نقره، ۲ مدال برنز شده‌است.